# Tombeau de Poussin
Tombeau de Poussin (Poussins Grab) ist die gängige, aber irreführende Bezeichnung für ein nicht mehr existierendes Grabmal nahe der südfranzösischen Gemeinde Peyrolles, das aufgrund falscher Annahmen oft mit den angeblichen Geheimnissen um die Prieuré de Sion und Rennes-le-Château in Verbindung gebracht wird.

## Das Grabmal
Das steinerne Grabmal befand sich auf einer Anhöhe fünfzig Meter abseits der Departementsstraße 613, die Couiza mit Arques verbindet, unweit des Weilers Les Pontils.
Es hatte die Form eines Quaders, dessen obere Kanten abgeschrägt waren, und war auf einem niedrigen Steinsockel errichtet. Das Grab war mit einer Schicht Zement verputzt und trug keinerlei Inschriften.
Erbaut worden war das Grabmal in dieser Gestalt 1933 im Auftrag von Louis Bertram Lawrence, einem US-Amerikaner, dem zu jener Zeit Les Pontils gehörte. Zuvor hatte sich auf der Anhöhe ein einfaches Bodengrab befunden. Es war 1903 von Jean Galibert, dem seinerzeitigen Eigentümer von Les Pontils, als Ruhestätte für seine Ehefrau und seine Großmutter angelegt worden. Als die Familie Galibert 1921 das Anwesen verkaufte und nach Limoux umzog, wurden die Leichname exhumiert und auf den Friedhof in Limoux umgebettet. Lawrence, der neue Besitzer von Les Pontils, übernahm auch die Grabstätte und ließ dort 1922 seine kurz zuvor verstorbene Großmutter beisetzen. Erst nach dem Tod von Lawrences Mutter 1931 oder 1932 wurde an Stelle des schlichten Bodengrabs das steinerne Grabmal auf der Anhöhe errichtet. Dies war durchaus nicht ungewöhnlich, da private Grabmäler an Landstraßen in Südfrankreich ein vertrauter Anblick sind.

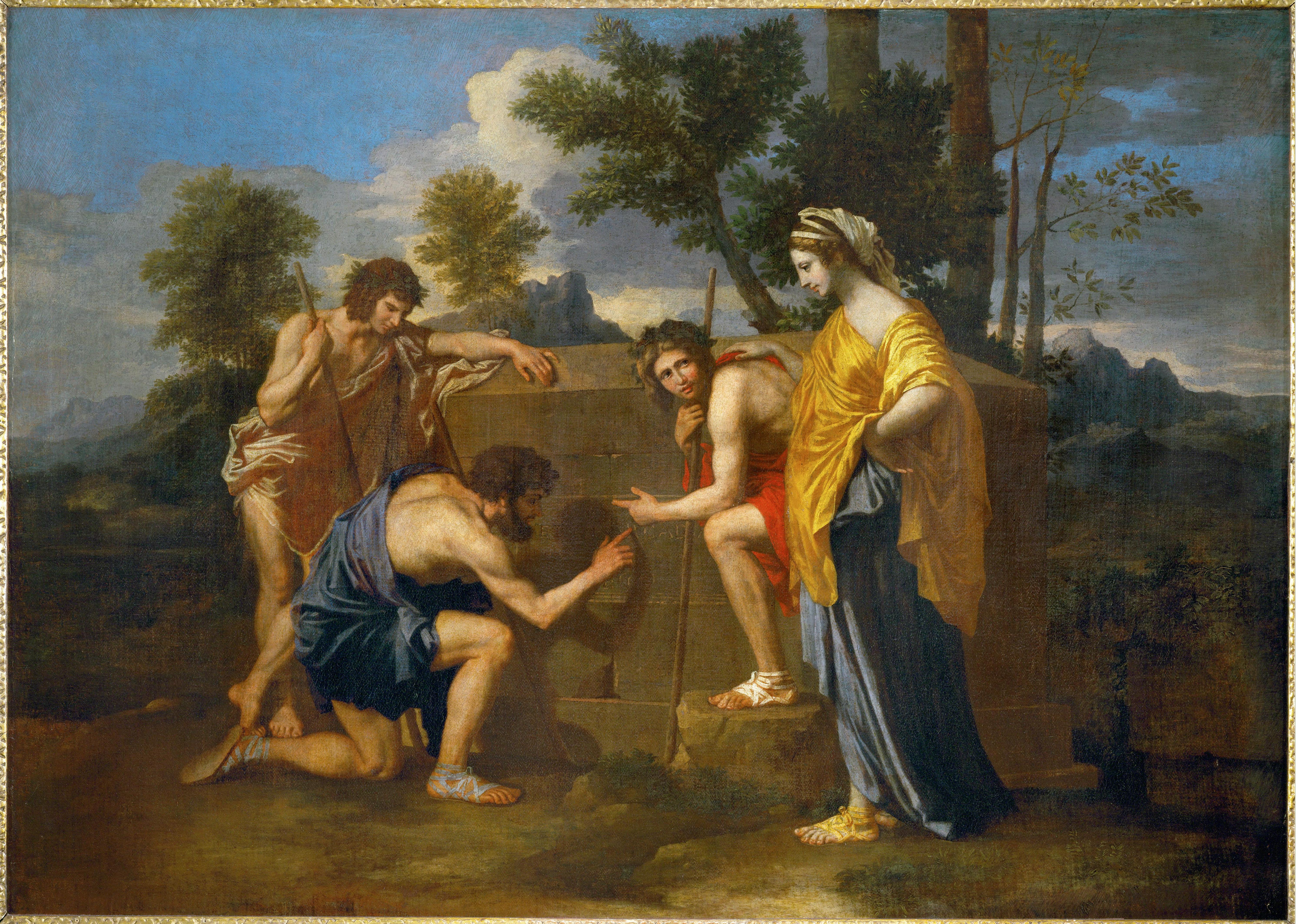
Nicolas Poussin, Die arkadischen Hirten (1638–1640)

Der heutige Besitzer des Geländes ließ das Grabmal 1988 mit behördlicher Genehmigung vollständig abtragen, da zu viele Personen, angezogen von den Legenden, die sich um das Grab rankten, unbefugt in sein Grundstück eindrangen.
Der Name Tombeau de Poussin beruht auf der irrigen Annahme, Nicolas Poussin habe das Grabmal um 1640 auf seinem Gemälde Die Hirten von Arkadien dargestellt, möglicherweise verbunden mit versteckten Hinweisen auf Geheimwissen. Obwohl das Grab auf dem Gemälde tatsächlich eine große Ähnlichkeit mit dem Grabmal bei Les Pontils aufweist, entbehrt diese Theorie jeder realen Grundlage, da das reale Grab erst in den 1930er-Jahren erbaut wurde und nichts darauf hindeutet, dass zuvor ein vergleichbares Bauwerk an der gleichen Stelle existiert hätte.

## Die Rolle des Grabes im Rennes-le-Château-Mythos
Zahlreiche Autoren, die sich mit den angeblichen Geheimnissen beschäftigten, die um Rennes-le-Château, Bérenger Saunière und die Prieuré de Sion bestehen sollen, und die unter anderem das Versteck des Heiligen Grals, des verschollenen Schatzes der Tempelritter oder des Grabes Jesu Christi in jener Gegend ansiedeln, haben dem Tombeau de Poussin einen Platz in ihren Theorien zugewiesen. Grundlage hierfür ist zumeist die falsche Annahme, Poussin hätte als Eingeweihter in Geheimnisse bewusst dieses Grab dargestellt und mit dem grammatikalisch unvollständigen, im Lateinischen aber möglichen Satz Et in Arcadia ego, der auf seinem Gemälde in den Stein eingemeißelt ist, einen Fingerzeig auf das Wesen des Geheimnisses oder ein Versteck geben wollen. Die Autoren begründeten ihre Ausführungen zum Teil mit komplizierten Analysen des Bildinhalts und -aufbaus oder dem vermeintlichen Auffinden komplexer verborgener geometrischer Muster im Gemälde, die vorgeblich als geographische Anhaltspunkte dienten.
Da das Grab jedoch erst drei Jahrhunderte später entstand, kann es weder von Poussin gemalt worden sein noch uralte Landmarke für ein geheimes Versteck gewesen sein.